# Tsewang Gyalpo Arya
Tsewang Gyalpo Arya aussi écrit   Arya Tsewang Gyalpo, tibétain : ཨརྱ་ཚེ་དབང་རྒྱལ་པོ, Wylie : ar+ya tshe dbang rgyal po, né le 10 juin 1965) est un homme politique et un écrivain tibétain.

## Famille
Tsewang Gyalpo Arya est le fils de Lhamo Tsering, née au Tibet à Yanchab Tingar (tibétain : ཡན་ཆབ་སྟིང་ཀ, Wylie : yan chab sting ka) et exilée en Inde.

## Etudes
Tsewang Gyalpo Arya fait ses études à l'École centrale pour les Tibétains de Mussoorie (CST Mussoorie ).
Il est titulaire d'un baccalauréat de l'université du Pendjab, d'une maîtrise en économie de l'université Annamalai, d'une maîtrise en études japonaises de l'université de Delhi et d'un diplôme en commerce international et en économie du Chiyoda Business College,.

## Carrière
En avril 1988 , il rejoint le ministère des Finances du gouvernement tibétain en exil à Dharamsala. Au sein du ministère, il est chercheur en chef au Bureau tibétain de développement économique et de développement et directeur du Fonds d'exportation de l'artisanat tibétain. Il a occupé divers postes, notamment celui de président du Charitable Trust Tibetan Handicraft Exports et de directeur des publications Paljor,.
En juillet 2000 , il est nommé secrétaire général adjoint au ministère des Finances,.
Depuis juin 2005 , il est responsable du Bureau de liaison du dalaï-lama pour le Japon et l'Asie orientale. Le 21 juin 2008, il est invité à présenter la projection du film documentaire « Compassion en exil : la vie du 14e dalaï-lama » à Tokyo .
Depuis novembre 2013 , il est responsable du Bureau du dalaï-lama à New Delhi,.
Depuis mai 2018 , il est nommé secrétaire adjoint du ministère de l'Intérieur et, en décembre de la même année, il est nommé secrétaire adjoint du ministère de l'Information et des Relations internationales. Le 3 mai 2019 , il est promu directeur du ministère de l'Information. Depuis octobre de la même année, il est également directeur du Tibet Policy Institute, un groupe de réflexion,.
Le 8 mai 2020, il est nommé représentant du Bureau de liaison du dalaï-lama pour le Japon et l'Asie orientale, et remplace Lungtok à cette fonction. Le 24 octobre de la même année, il est nommé représentant à Tokyo, où il est affecté .

## Publications

### Langue japonaise et contes populaires
1. English-Japanese-Tibetan Conversation Handbook, 2000
2. Kaguyahime – A Japanese folk tale 2002, [Tibetan & English]
3. Kasajizo - A Japanese folktale, 2010
4. The Heavenly White Crane - Tsuruno ongaishi translation, 2012
5. Takara Geta - A Japanese folktale, 2015

### Livres pour enfants tibétains et anglais
1. The Mouse King – A Tibetan folk tale 2002
2. Wisdom's Pill – A Tibetan folk tale
3. Clever Rabbit & Pon Tiger – A Tibetan folk tale 2005
4. Clever Rabbit & other stories – A Tibetan folk tale  2005
5. Life of Buddha, an illustrated comic book for children 2009
6. Tibetan Tales of Faith & Mindfulness, A Tibetan folk tale 2010
7. Tibetan Ghost Story - Tagyal's Mysterious Journey, 2018
8. Training of Mind, an account of a Lama and his Disciple 2019